# لا روش، فریبورگ
لا روش (به فرانسوی: La Roche) یک شهر و شهرداری است که در بخش گرویر کانتون فریبورگ در کشور سوئیس واقع شده است.
لا روش برای اولین بار در نقشه‌های تهیه شده در سال ۱۱۳۴ با نام دی‌روشا ذکر شده است. همچنین نام آلمانی زورفلوخ تا اواسط قرن بیستم برای ناميدن این شهر کاربرد داشته، اما پس از آن استفاده از نام آلمانی به دستور دولت محلی کانتون فریبورگ ممنوع اعلام شد.
موقعیت مکانی لا روش در مرکز کانتون فریبورگ در غرب کشور سوئیس قرار دارد. دریاچه گرویر در نزدیکی این شهر واقع شده است. جمعیت لا روش در پایان سال ۲۰۱۸ بالغ بر ۱٬۷۱۱ نفر بوده است.